# Comorbidade
Comorbidade patogênica ocorre quando duas ou mais doenças estão etiologicamente relacionadas; comorbidade diagnóstica ocorre quando as manifestações da doença associada forem similares às da doença primária; e comorbidade prognóstica ocorre quando houver doenças que predispõem o paciente a desenvolver outras doenças.

## Exemplos
- Hipertensão arterial é a comorbidade patogênica que mais predispõe a acidente vascular cerebral
- Diabetes mellitus é uma comorbidade prognóstica que predispõe a insuficiência cardíaca
- Depressão nervosa é uma comorbidade fortemente correlacionada com transtorno de ansiedade